# شارل فندن واور
شارل فندن واور (هلندی: Charles Vanden Wouwer; ۷ سپتامبر ۱۹۱۶ – ۱ ژوئن ۱۹۸۹) بازیکن فوتبال اهل بلژیک بود.
وی همچنین در تیم ملی فوتبال بلژیک بازی کرده‌است.